# Флаг Нагайбакского района
Флаг Нагайба́кского муниципального района — официальный символ Нагайбакского муниципального района Челябинской области Российской Федерации. Учреждён 28 ноября 2002 года.

## Описание
«Флаг Нагайбакского района представляет собой прямоугольное синее полотнище с соотношением ширины к длине 2:3, воспроизводящее гербовую композицию, смещённую к древу: два жёлтых колоса и белый меч, обвитый листьями колосьев».

## Обоснование символики
Композиция флага Нагайбакского района — меч, обвитый листьями колосьев — говорит о преемственности прошлого, настоящего и будущего: фигуры флага показывают славу жителей района многих поколений в ратных делах и мирном труде.
Колос — символ плодородия, животворной силы, говорит о сельскохозяйственной направленности района.
Жёлтый цвет — это цвет солнца, скрытых сокровищ и богатства, зерна, плодородия, эликсира жизни, символизирует высшую ценность, величие, уважение, прочность, великодушие.
Меч, как важный геральдический символ власти, решительности, мужественности, силы, говорит о победном сражении в 1814 году, когда русско-австрийская кавалерия у селения Фер-Шампенуаз (Франция) нанесла поражение французским пехотным корпусам, следовавшим на соединение с главными силами армии Наполеона I, и отбросила их к Парижу.
В память об этом знаменательном сражении назван центр района — село Фершампенуаз, основанное в 1843 году как военное поселение Оренбургского казачьего войска.
Белый цвет (серебро) в геральдике — символ мудрости, чистоты, веры.
Композиция меча с колосьями составлена в виде буквы «Н», и указывает на название района, делая тем самым флаг полугласным.
Синие части полотнища также символизируют памятники природы (озеро Кара-Чура, ольховая роща на окраине Джабык-Карагайского островного бора), находящихся на территории района.
Синий цвет (лазурь) — символ возвышенных устремлений, мышления, искренности и добродетели.